# Kenny Jönsson
Kenny Jönsson (* 6. Oktober 1974 in Ängelholm) ist ein ehemaliger schwedischer Eishockeyspieler und -trainer. Zwischen 1995 und 2004 bestritt der Verteidiger über 600 Partien für die Toronto Maple Leafs und New York Islanders in der National Hockey League (NHL), wobei er die Islanders auch kurzzeitig als Kapitän anführte. Vor und nach seiner NHL-Karriere lief er für Rögle BK in seiner Heimatstadt auf. Mit der schwedischen Nationalmannschaft wurde Jönsson zweimal Olympiasieger (1994 und 2006) sowie 2006 auch Weltmeister, sodass man ihn aufgrund dieser internationalen Erfolge im Jahre 2024 in die IIHF Hall of Fame aufnahm.

## Karriere
Kenny Jönsson begann seine Profikarriere 1991 in der schwedischen Elitserien bei Rögle BK. Im NHL Entry Draft 1993 wurde er von den Toronto Maple Leafs in der ersten Runde an Position 12 ausgewählt. Er blieb aber noch ein Jahr in Schweden und nahm mit dem schwedischen Team an den Olympischen Winterspielen 1994 teil und gewann dort die Goldmedaille. Im Herbst 1994 sollte er dann seinen Einstand in der National Hockey League geben, doch es kam zu einem Lockout und der Beginn der Saison wurde schlussendlich auf Januar 1995 verschoben. Bis dahin spielte er weiter in seiner Heimat.
Jönsson bestritt fast alle Spiele in der Saison 1994/95 für Toronto und wurde in das NHL All-Rookie-Team gewählt. Im März 1996 wurde er zu den New York Islanders transferiert, wo er sofort fester Bestandteil der Mannschaft war. Doch die folgenden Jahre verliefen ziemlich erfolglos. New York verpasste Jahr für Jahr die Playoffs, trotzdem blieb Jönsson bei den Islanders. 1999 löste Kenny Jönsson den zu den Vancouver Canucks gewechselten Trevor Linden als Kapitän der Islanders ab und bestritt die Saison mit dem Buchstaben „C“ auf der Brust.
In der Saison 2001/02 erreichten die Islander zum ersten Mal nach langer Zeit wieder die Playoffs, scheiterten jedoch in der ersten Runde. Immerhin schafften es die Islanders in den folgenden zwei Jahren immer in die Endrunde, doch über die erste Runde kamen sie nicht heraus.
Die NHL-Saison 2004/05 fiel auf Grund eines Lockout aus. Die Teams konnten sich mit den Spielern und der Liga nicht über neue Gehaltsmodalitäten einigen. Jönsson kehrte im Herbst 2004 zurück nach Schweden und spielte für sein altes Team Rögle BK in der zweiten schwedischen Liga. Er überraschte im Sommer 2005 damit, dass er nicht zurück in die NHL ging, sondern bei Rögle in der zweiten Spielklasse in Schweden. Dort verblieb er bis zum Sommer 2009, ehe er seine Karriere im Alter von 34 Jahren beendete. Im Anschluss begann er eine Tätigkeit als Trainer und wurde zur Saison 2010/11 vom Rögle BK als Assistenztrainer engagiert. Diese Position hatte er bis 2013 inne, als der Rögle BK wieder aus der Elitserien in die Allsvenskan abstieg.
Trotzdem nahm er an den Olympischen Winterspielen in Turin teil. Schweden gewann die Goldmedaille und Kenny Jönsson wurde als bester Verteidiger des Turniers ausgezeichnet. Im Mai führte er die schwedische Mannschaft als Kapitän zum Gewinn der Eishockey-Weltmeisterschaft.
Kenny Jönsson wurde 2006 als bester schwedischer Spieler mit dem Guldpucken geehrt. Darüber hinaus wählte man ihn im Jahre 2024 in die IIHF Hall of Fame.

## Sonstiges
- Kenny Jönsson und sein Bruder Jörgen Jönsson haben 1999/00 zusammen bei den New York Islanders gespielt. Jörgen wurde während der Saison zu den Mighty Ducks of Anaheim transferiert und ging nach nur einem Jahr zurück nach Schweden. Gemeinsam gewannen sie Goldmedaillen bei den Olympischen Spielen 1994 und 2006.

## Erfolge und Auszeichnungen
| - 1990 TV-Pucken-Meister mit Skåne - 1992 Aufstieg in die Elitserien mit Rögle BK - 1993 Elitserien Rookie des Jahres - 1994 Årets junior - 1995 NHL All-Rookie-Team - 1999 Teilnahme am NHL All-Star Game (verletzungsbedingte Absage) | - 2006 Guldpucken - 2008 Aufstieg in die Elitserien mit Rögle BK - 2008 Bester Vorlagengeber unter den Verteidigern der HockeyAllsvenskan - 2008 Punktbester Verteidiger der HockeyAllsvenskan - 2008 Rinkens riddare - 2009 Elitserien All-Star Team |

### International
| - 1992 Silbermedaille bei der U18-Junioren-Europameisterschaft - 1993 Silbermedaille bei der Junioren-Weltmeisterschaft - 1993 All-Star Team der Junioren-Weltmeisterschaft - 1994 Goldmedaille bei den Olympischen Winterspielen - 1994 Silbermedaille bei der Junioren-Weltmeisterschaft - 1994 All-Star Team der Junioren-Weltmeisterschaft - 1994 Bester Verteidiger der Junioren-Weltmeisterschaft - 1994 Bronzemedaille bei der Weltmeisterschaft - 1996 Bronzemedaille beim World Cup of Hockey | - 2004 Silbermedaille bei der Weltmeisterschaft - 2006 Goldmedaille bei den Olympischen Winterspielen - 2006 Bester Verteidiger der Olympischen Winterspiele - 2006 Goldmedaille bei der Weltmeisterschaft - 2009 Bronzemedaille bei der Weltmeisterschaft - 2009 All-Star Team der Weltmeisterschaft - 2009 Beste Plus/Minus-Bilanz der Weltmeisterschaft - 2024 Aufnahme in die IIHF Hall of Fame |